# Bopyrissa pyriforma
Bopyrissa pyriforma là một loài chân đều trong họ Bopyridae. Loài này được Shiino miêu tả khoa học năm 1958.